# Chiesa di San Niccolò (Talla)
La chiesa di San Niccolò è un edificio sacro che si trova in piazza Licio Nencetti, a Talla.

## Storia e descrizione
Venne edificata nel 1644 dalla Compagnia del Sacramento, pare per una scampata pestilenza. L'edificio è stato più volte restaurato nel XIX e XX secolo. Del tipo a capanna, intonacata con bozze cantonali, presenta una semplice facciata; il portale ha un timpano triangolare spezzato con al centro lo stemma della famiglia Ducci. Sul fianco sinistro è una torre campanaria in pietra con orologio.
L'interno ad aula unica è coperto a false capriate, il presbiterio è rialzato e voltato a botte. Sulla parete destra è un Crocifisso ligneo di Taddeo Curradi, probabilmente dell'ottavo decennio del Cinquecento.
Sulle pareti laterali due altari in pietra contengono tele sei-settecentesche: quella a sinistra rappresenta la Morte di San Giuseppe, opera di Giuseppe Antonio Fabbrini databile forse al 1785, quella a destra la Madonna del Rosario coi Santi Domenico, Nicola, Francesco, Caterina da Siena, Caterina d'Alessandria e Maria Maddalena, opera di Tommaso Gorini. La tela dell'allievo del Martinelli, ancora memore della lezione del maestro nell'uso dei rossi e degli azzurri e nelle tipologie delle figure, è forse di poco posteriore al 1637, data documentata dell'altare su cui è posta ala tela. L'iconografia presenta l'inconsueta variazione che vede la Vergine consegnare il Rosario non a San Domenico come di consueto, ma a Santa Caterina e la raffigurazione al centro su un altare, anch'essa insolita, del calice con l'ostia, che fa pensare che l'opera sia stata commissionata non solo dalla Compagnia del Rosario, ma anche da quella del Corpus Domini, entrambe presenti a Talla.